# Chaos Walking
Chaos walking  (titulada Caos: el inicio en Hispanoamérica) es una película de acción distópica estadounidense de 2021 dirigida por Doug Liman a partir de un guion de Patrick Ness y Christopher Ford.
Se basa en la trilogía de ciencia ficción Chaos walking, adaptando su primer libro, The knife of never letting go, de Patrick Ness, publicado en 2008. La película está protagonizada por Daisy Ridley y Tom Holland, junto a Mads Mikkelsen, Demián Bichir, Cynthia Erivo, Nick Jonas y David Oyelowo. La historia sigue a un joven (Holland) que vive en un mundo distópico donde no hay mujeres y en el cual se pueden escuchar los pensamientos de los demás en un flujo de imágenes, palabras y sonidos llamados «ruido». Cuando una mujer (Viola) aterriza en el planeta, el joven debe ayudarla a escapar del peligro.
Anunciada en 2011, la película había pasado por varias reescrituras de un primer borrador de guion escrito por Charlie Kaufman, con Jamie Linden,
John Lee Hancock,
Gary Spinelli,
Lindsey Beer,
Christopher Ford y
Patrick Ness revisando aun más el guion. Más tarde, Liman fue anunciado como director en 2016, y se inició la fotografía principal a partir de 2017. Originalmente programada para estrenarse el 1 de marzo de 2019, se eliminó del programa para acomodar las nuevas grabaciones de la película en abril de 2019 luego de proyecciones de prueba deficientes.
Chaos Walking se estrenó en cines en los Estados Unidos el 5 de marzo de 2021. La película recaudó $27 millones de dólares en todo el mundo contra su presupuesto de $100 millones, lo que resultó en una rebaja para el estudio. La película recibió críticas generalmente negativas de los críticos, y Rotten Tomatoes dijo que «arruina gravemente su premisa y cojea hacia el final».

## Argumento
En el año 2257 d. C., los hombres del planeta Nuevo Mundo se ven afectados por el Ruido, una condición que significa que todos pueden ver y escuchar los pensamientos de los demás. Al llegar a ese planeta, los «colonos» (humanos con su habitual ansia de muerte, guerra y conquista) se vieron atrapados en una guerra con los habitantes nativos que mató a todas las mujeres, pero la mitad de los hombres sobrevivieron. Todd Hewitt (Tom Holland) vive en Prentisstown con sus padres adoptivos, Ben (Demián Bichir) y Cillian Boyd (Kurt Sutter). Otros residentes incluyen al predicador Aaron (David Oyelowo), el alcalde de la ciudad David Prentiss (Mads Mikkelsen) y su hijo Davy (Nick Jonas). Una nave espacial que perdió contacto con la Primera Colonia se acerca al Nuevo Mundo; se envía una nave exploradora para investigar, pero se estrella. Un día, mientras Todd está trabajando, ve a alguien robando y persigue al ladrón solo para encontrarse con las ruinas de la nave exploradora.
Regresa a la ciudad y trata de mantenerse en silencio, pero los otros hombres escuchan y ven sus pensamientos sobre la nave estrellada; se dirigen a investigar las ruinas y sabotear algunas partes, pero no encuentran supervivientes. Mientras Todd está solo, conoce a Viola (Daisy Ridley), que fue la única superviviente del accidente. Todd se sorprende al ver que es una mujer, ya que nunca antes había visto una. Los hombres de Prentisstown capturan a Viola; la llevan a la casa del alcalde donde la interrogan, y Prentiss le explica qué es el ruido que ella escucha y qué ha sucedido en su planeta. Mientras él sale a hablar con los hombres, Davy tiene la obligación de vigilarla, pero sin saberlo juega con uno de los dispositivos de Viola, lo que hace que dispare chispas, ayudando a Viola a escapar. Ben le cuenta a Todd sobre otro pueblo llamado Farbranch y dice que Viola estará a salvo allí.
Viola se escapa en una motocicleta mientras Todd la persigue en uno de los caballos. Prentiss y los hombres llegan a la granja, exigiendo a Viola que regrese, ya que creen que es una espía. Cillian es asesinado por Davy y Ben se ve obligado a unirse a ellos. Mientras tanto, Todd alcanza a Viola y los dos comienzan un viaje a Farbranch, acompañados por el perro de Todd, Manchee. Durante el viaje, Viola le revela a Todd que ella es de un barco colonia que transporta a más de 4000 pasajeros y que sus padres murieron durante el viaje al Nuevo Mundo y Todd revela que ni siquiera conoció a sus verdaderos padres. Luego se encuentran con uno de los alienígenas nativos, y aunque Todd intenta matarlo, Viola lo detiene ya que no parece ser peligroso. Llegan a Farbranch, asentamiento habitado por hombres, mujeres y niños, y donde no están muy contentos de ver a Todd debido a que es de Prentisstown.
Todd descubre el diario de su madre, pero no puede leerlo ya que nunca aprendió, así que Viola se lo lee. Allí se revela que las mujeres no fueron asesinadas por los extraterrestres nativos como afirma Prentiss, sino que fueron asesinadas por Prentiss y los hombres, enfureciendo a Todd cuando se da cuenta de que todo lo que le dijeron era una mentira. Sin embargo, Prentiss y sus hombres llegan exigiendo a Viola. Ben intenta decirle a Todd que entregue a Viola, pero Todd está enojado con él por mentir. En lugar de capturar a Viola, Ben usa una imagen de ella creada por su imaginación para distraer a Prentiss y sus hombres mientras Todd y Viola escapan. Aaron los persigue y se encuentran con un bote, pero mientras escapan Aaron mata a Manchee, lo que enfurece a Todd.
Al día siguiente, Viola y Todd llegan a las ruinas de la primera nave de la colonia e intentan enviar una señal a la nave de la colonia, pero la antena está dañada, así que Todd va a arreglarla. Sin embargo, Prentiss y sus hombres llegan, Todd va a entregarse mientras Prentiss retiene a Ben como rehén. Aaron entra para matar a Viola, pero Viola le prende fuego con uno de sus artilugios. Todd aparece, pero Prentiss dispara a Ben, Todd va hacia él y, sin que Prentiss lo sepa, le da un cuchillo. Todd se enfrenta a Prentiss, pero este usa ilusiones de sí mismo para distraer a Todd. Justo cuando está a punto de golpear a Todd, Todd crea una ilusión de su madre y de todas las mujeres muertas, que llaman cobarde a Prentiss. Mientras está distraído, Viola ataca a Prentiss, quien aparentemente cae y muere. La nave de la colonia aparece en el cielo y hace que Davy y los hombres restantes de Prentisstown huyan.
Todd se despierta en la sala médica de la nave colonia completamente curado, y él y Viola se dirigen a encontrarse con los otros colonos.

## Reparto
- Tom Holland como Todd Hewitt.[4]
- Daisy Ridley como Viola Eade.[5]
- Mads Mikkelsen como Alcalde David Prentiss.[6]
- Demián Bichir como Ben Moore.[7]
- Kurt Sutter como Cillian Boyd.[8]
- Nick Jonas como David "Davy" Prentiss Jr.[9]
- David Oyelowo como Aaron.[10]
- Cynthia Erivo como Hildy[11]
- Óscar Jaenada como Wilf.[12]

## Producción
En octubre de 2011, Lionsgate Entertainment adquirió los derechos de distribución mundiales para una adaptación cinematográfica de la trilogía de Patrick Ness Chaos Walking, a ser producida por la compañía de Doug Davison, Quadrant Pictures. Jamie Linden fue elegido como escritor de la película. Deadline informó en 2013 que Robert Zemeckis había sido contratado como director, aunque debido a conflictos de programación finalmente se decidió en su lugar a ser productor, junto con sus socios a través de su compañía ImageMovers Productions. El 10 de junio de 2016, Doug Liman estaba en conversaciones para dirigir la película y más tarde se confirmó su rol como director. El 4 de agosto de 2016, se informó que Daisy Ridley se había incorporado al elenco. Ella era una fan de los libros, y se anunció que interpretaría a Viola. El 28 de noviembre de 2016, Tom Holland se unió al reparto para interpretar a Todd.
El 20 de julio de 2017, se anunció que Mads Mikkelsen se había integrado al elenco de la película como el malvado alcalde David Prentiss. En agosto de 2017, Demián Bichir, Kurt Sutter, Nick Jonas y David Oyelowo también se sumaron al reparto. En septiembre de 2017, Cynthia Erivo se incorporó al reparto, mientras que en octubre de 2017, Óscar Jaenada también se sumó. La fotografía principal de la película comenzó en Montreal, Quebec, Canadá, el 7 de agosto de 2017. La película también fue filmada en Escocia e Islandia. La producción principal se completó en noviembre de 2017.
En abril de 2018, The Hollywood Reporter informó que la película estaba programada para tener varias semanas de regrabaciones a finales de 2018 o principios de 2019, con Lionsgate apuntando a un presupuesto de entre $90 y 100 millones de dólares.

## Estreno
La película estrenó el 5 de marzo de 2021. Lionsgate Films lo confirmó por medio de una llamada de accionistas.

## Comentarios de la crítica
La película tuvo una respuesta negativa por parte de la crítica. En el sitio web especializado Rotten Tomatoes tiene un índice de aprobación del 24%, basado en 78 reseñas profesionales. El consenso crítico del sitio dice: «Chaos Walking emprende un camino potencialmente interesante, pero esta aventura distópica arruina su premisa y cojea hacia el final». En el sitio web Metacritic suma 40 puntos de 100 sobre la base de 24 reseñas, denotando «críticas mixtas o promedio».